# Грб Абхазије
Грб Абхазије је званични хералдички симбол непризнате државе Републике Абхазије. Грб Републике је усвојен дана 23. јула 1992, када га је прихватио абхазијски парламент, пошто је претходно прогласио отцепљење од Грузије.
Грб је усправно подељен на белу и зелену страну, које симболизују духовност и младост. На њему се налазе једна већа и две мање осмокраке звезде, које представљају заједништво истока и запада, као и коњаник на летећем коњу, сцена из Нартских епова са северног Кавказа.